# Patrick Rimoux
Patrick Rimoux, né le 17 mars 1958 , est un artiste contemporain français qui travaille principalement avec la lumière.

## Biographie
Après des études d'ingénieur, Patrick Rimoux se forme à l'École nationale supérieure des beaux-arts de Paris dans l'atelier de Claude Viseux. Sa rencontre avec Henri Alekan est déterminante : il fait de la lumière son médium de travail.
Il a monté l'Agence Patrick Rimoux et intervient avec ses sculptures lumières sur des projets urbains et architectures pérennes, des événements urbains, des scénographies, mais aussi des éléments de design lumière. Il travaille aussi à partir de pellicules de film 35 mm, toujours support de lumière.

## Galeries
- Galerie Philippe Gravier à Paris (France)
- Galerie Minsky à Paris (France)
- Galerie Valérie Bach à Bruxelles (Belgique)
- Galerie Matthieu Foss à Bombay (Inde)
- Galerie Akar Prakar à Calcutta (Inde)

## Principales réalisations

### Créations lumières urbaines pérennes
- Maquette lumière de la gare de Pont de Sèvres au 20èmè (4mx1,5m) pour l'exposition "Les Passagers du Grand Paris Express" Boulogne Billancourt. France. 2016
- « Invitation au voyage » projection monumentale pérenne à la Gare du Nord. Paris. 2015
- « Constellation » installation pérenne de 1000 étoiles dans la mezzanine banlieue à la Gare du Nord. Paris. 2015
- Scénographie lumière de la Passerelle du Grand Large à Dunkerque avec Brigit De Kosmi architecte. 2015
- Mise en lumière pérenne de la gare du Nord de Bruxelles en Belgique. 2015
- Création lumière pour “Many Small Cubes” de Sou Fujimoto Architects. FIAC. Temporary Installation. Jardin des Tuileries. Paris. Octobre 2014. France
- Œuvre pérenne pour le cloître des Bénédictins, la cité du mot, vidéoprojection de 70m, La Charité sur Loire, France, 2011
- Scénographie lumière des abords du Centre Pompidou Metz[1], France, 2010
- Mise en lumière de l’anneau de l’Europe, Architecte Alain Sarfati, Bruxelles, Belgique, 2010
- Mise en lumière pérenne de l'ensemble de la Grand-Place de Bruxelles, avec Isabelle Corten & Louis Dandrel[2], 2012
- Mise en lumière de la Maison de la Recherche Euro Méditerranéenne et institut Ingémédia avec l'Agence Nicolas Michelin & Associés ANMA, Toulon, France, 2010
- Projet pour la gare du Nord, Bruxelles, Belgique, 2009
- Wharf et Place du Débarcadère, Urbaniste L'AUC, Saint-Paul, La Réunion, France, 2009
- Hôtel de ville de Québec, Legs de la ville de Paris pour les 400 ans de la ville de Québec, Canada, 2008
- Pont Brabant, Saint-Josse, Belgique, 2007
- Château de la Borie : son et lumières en collaboration avec Louis Dandrel[3], France, 2007
- Plan lumière de Cayenne, Guyane, 2005
- Les tours de la Liberté, Afrique du Sud, 2005
- Sculpture commémorative du drame du Heysel, Bruxelles, Belgique, 2005
- Place de l'Albertine, Bruxelles, Belgique, 2004
- Nelson Mandela Bridge à Johannesbourg[4], 2003
- Argenton sur Creuse, France, 2003
- La Saline Royale, Étude, Arc-et-Senans, France, 2001
- Boulevard Beaurivage, La Ciotat, France, 1999
- Illumination de la falaise et de la forteresse, Mornas, France, 1999
- Parc des Expositions de Bruxelles, Belgique, 1999
- Solstice d'été, Ixelles, Belgique, 1998
- Les chemins de lumière, rue du Chevalier de la Barre, Montmartre, Paris, 1995
- Chemin de lumière, Aignay-le-Duc, France, 1992
- Monument funéraire de Henri Langlois, créateur de la cinémathèque française, Montparnasse, Paris, 1990

### Créations lumières urbaines événementielles
- Calendrier de l'Avent, centre d'art contemporain de Meymac, 2018

- Rangoli of light, New Delhi, Inde, 2011
- Centenaire du Musée d’art et d’histoire de Genève, 2010
- 150e anniversaire du consulat de France, Québec, 2010
- Criée, son crépuscule, festival Automne en Normandie, Dieppe, 2009
- Le chant des chants, PS1 Moma, New York, 2009
- Payne Whitney Mansion, services culturels de l’ambassade de France sur la cinquième avenue à New York[5],[6], 2009
- Scénographie lumière pour « Va vis », Chorégraphie de Norma Claire, Ivry, 2007
- Danser La Ville autour de la mairie, Cayenne, Guyane, 2007
- Liège se pare de couleurs, Palais des Princes Évêques, Liège, 2007
- Itinéraire secret, Cour du Palais des Princes Évêques, Liège, 2006
- Liège se pare de couleurs, Liège, 2005
- Danser la Ville, Cayenne, Guyane, 2005
- « D Amarante, Zinzolin », Hôtel Sauroy, Paris, 2005
- Danser la Ville, Cayenne, Guyane, 2004
- Les jardins de l'imaginaire, Terrasson Lavilledieu, 2004
- Festival « Les éclectiques », Rocamadour, 2004
- Danser la Ville, Fort Cépérou, Cayenne, Guyane, 2003
- Plaisirs d'hiver : "Scintillements", Grand Place, Bruxelles, 2003, dont la prise en charge du Sapin de Noël
- Plaisirs d'hiver : "La Forêt", Grand place, Bruxelles, 2002
- Plaisirs d'hiver : "La prairie", Grand place, Bruxelles, 2001
- Inauguration du FRAC Le Plateau, Paris, 2002
- Illumination des souterrains de Provins, 1995

### Installations & expositions
- 2011 India Art Fair (en) (New Delhi)
- 2012 India Art Fair (New Delhi)
- Exposition, la Galerie Matthieu Foss, Bombay, Inde, 2011
- Les cent mots du Cardinal de Bernis, Festival du mot, La Charité-sur-Loire, France, 2011
- Phèdre de Sénèque, Lecture, Mise en scène, Astrid Bas, Le Centquatre, Paris, France, 2010
- Divergences, Galerie Baudoin Lebon, Paris, France, 2010
- «Fantaisie de couleurs» et «Rythmetic» de Norman McLaren, Film 35 mm, plexiglas, résine, Galerie Baudoin Lebon, Paris, France, 2010
- Exposition de photographies « Bruxelles New York », Galerie le café français, Bruxelles, Belgique, 2009
- Installation de films 35 mm, Exposition de photographies, Gare Congrès, Bruxelles, Belgique, 2009
- Piccolo teatro, archi,. Plexiglas, projecteurs, Led, 1,40m, 1,80m, France, 2007
- Installation VUIT ND 2835N7712E P4848N220E TON, Espace Louis Vuitton, Champs Élysées, Paris, 2006
- exposition « L Inde dans tous les sens », Espace Louis Vuitton, Champs Élysées, Paris, 2006
- Installation de films 35 mm, Alliance française de New Delhi, Inde, 2006
- Installation avec le film 35 mm «La chambre obscure», Galerie Baudoin Lebon, Paris, 2005
- Réactogrammes pour la fondation EDF, Paris, 2004
- Installation avec le film 35 mm Mortel Transfert de J.J. Beineix, Bar le duc, France, 2003
- Biennale d'art contemporain, Nîmes, France, 2002
- L'amour est doux, chorégraphie de Norma Claire, Beauvais, France, 2001
- Odyssée, Sculpture pour le film du Gan, 7 × 12 × 6 m, Tunisie, 1989

## Décoration
- Officier de l'ordre des Arts et des Lettres (2024)[7]